# 華城文子
華城文子（はなぎ ふみこ 1935年- ）は、愛媛県出身の日本の小説家。

## 略歴
山口県立防府高等学校、山口女子短期大学家政科卒業。1984年、小説『ダミアンズ、私の獲物』で第27回群像新人文学賞受賞、講談社から出版される。その後、1999年に『マタンサはまだ』、2002年に『スケルトン』を講談社出版サービスセンターから、2005年に『流浪のクルパ』を新風舎から出版する。

## 作品
- 『ダミアンズ、私の獲物』（講談社、1984年) ISBN 978-4-06-201430-4
- 『マタンサはまだ』（講談社出版サービスセンター、1999年) ISBN 978-4-87601-490-3
- 『スケルトン』（講談社出版サービスセンター、2002年) ISBN 978-4-87601-603-7
- 『流浪のクルパ』（新風舎、2005年) ISBN 4-7974-5445-8